# Vicky il vichingo
Viki il vichingo (小さなバイキング ビッケ?, Chiisana Viking Vikke, lett: "Il piccolo Vicke il vichingo") (titolo originale tedesco Wickie und die starken Männer, lett: "Wickie e gli uomini forti") è una serie anime nippo-tedesca coprodotta da Taurus Film, ZDF, ORF, Zuiyo Eizo e Mushi Production nel 1974, tratta da una serie di libri per bambini degli anni sessanta dello scrittore svedese Runer Jonsson. La serie è stata trasmessa prima in Germania su ZDF a partire dal 31 gennaio 1974 e successivamente in Giappone su Fuji TV dal 3 aprile 1974 al 24 settembre 1975. 
In Italia l'anime è stato trasmesso con il titolo Viki il vichingo a partire dal 4 maggio 1976, prima su Rete 1 e poi sulla RSI e su Rete 2 per diventare in seguito Vickie il vichingo con il passaggio sulle televisioni locali e infine Vicky il vichingo nelle trasmissioni su Canale 5 e nelle edizioni home video.

## Trama
Viki è il figlio del capo di una comunità vichinga proveniente dal villaggio di Flake (situato nella penisola scandinava); è un bambino di dieci anni con i capelli rossicci e lunghi fino alle spalle (tanto da essere scambiato spesso per una ragazza) e lentigginoso. È molto astuto, sempre curioso ed attento, oltre che estremamente intelligente; navigando assieme alla ciurma della nave del suo villaggio segue assieme agli adulti le sorti delle varie spedizioni marine intraprese.
Quando ha bisogno di farsi venire un'idea ha l'abitudine di strofinarsi il naso e quando l'ha trovata schiocca le dita con gioia. Non è un tipico ragazzo vichingo in quanto la sua natura innata è molto timida e non molto forte: egli soffre di paura ma la sua fervida immaginazione gli permette di fuggire da tutti i pericoli.
È sempre lui difatti ad aiutare il gruppo quando questo si viene a trovare in difficoltà, con soluzioni brillanti e del tutto innovative, riuscendo immancabilmente a tirare fuori dai pasticci (dai guai e da situazioni apparentemente senza speranza) gli amici di turno. Ha bisogno d'affermarsi contro lo scetticismo iniziale ma, divenuto la mascotte del villaggio, senza di lui i vichinghi non vorrebbero più prendere il mare.
I suoi compagni, a cominciare dal padre Halvar, sono caratterizzati come omaccioni assai bonari ed abbastanza ottusi, che rimangono puntualmente sorpresi dalle idee del ragazzino, le quali sono spesso accettate solo perché "lo ha detto il figlio del capo". Halvar, irsuto e forte, è molto geloso e attento nei confronti di Viki, anche se lo fa con l'istinto protettivo del genitore, che molto spesso non necessariamente comprende appieno il talento del figlio.
Nelle mirabolanti avventure in cui sono coinvolti, sempre a caccia di bottino e di ricchezze, i vichinghi si imbattono in situazioni fantastiche, esotiche ed imprevedibili. La loro reazione usuale è violenta, brutale. Una volta, per esempio, gli amici più stretti di Halvar suggeriscono di usare la forza bruta per risolvere un problema e lui li picchia per la rabbia che questa "buona" idea non sia venuta prima a lui.

## Personaggi
Viki (Vicke/Wickie)
Un bambino di circa dieci anni, è molto timido ed ha paura specialmente dei lupi; la sua natura è stata benedetta con una mente acuta e fantasiosa. Odia più d'ogni altra cosa la violenza. Doppiato da: Yōko Kuri (giapponese), Rosalinda Galli (ed. RSI), Riccardo Rossi (ed. Rete 2), Christian Fassetta (ed. TV locali) (italiano).
Halvar
Padre di Viki e capo vichingo del villaggio di Flake. Preferisce di solito risolvere i problemi con la spada, oltre ad essere un gran bevitore; ma nel frattempo ha imparato ad ascoltare il valore delle sempre sagge idee di Viki. Burbero ma di buon cuore, oltre che dalla concretezza della moglie viene superato anche dalla logica stringente e ferrea del figlio. Doppiato da: Kōsei Tomita (giapponese), Aldo Barberito (ed. RSI), Giancarlo Padoan (ed. Rete 2) (italiano).
Ylva
Madre di Viki, ha compreso e sa apprezzare le qualità del figlio molto prima del marito. Di carattere fermo e sicuro, è bravissima a cucinare. Doppiata da: Taeko Nakanishi (giapponese), Winni Riva (ed. RSI; 1ª voce), Claudia Ricatti (ed. Rete 2), Giovanna Avena (ed. TV locali) (italiano).
Ylvi (Chitchi)
Una bambinetta coetanea di Viki e sua cara amica, oltre che una delle sue più ardenti sostenitrici. Doppiata da: Yoneko Matsukane (giapponese), Roberta Paladini (ed. RSI; 1ª voce), Laura Boccanera (ed. RSI; 2ª voce), Francesca Guadagno (ed. Rete 2), Antonella Baldini (ed. TV locali) (italiano).
Urobe
Il vecchio dell'equipaggio: è molto esperto nella conoscenza di saghe e leggende nordiche, ed è inoltre sommamente rispettato per il fatto di essere un giudice equo e mediatore. Doppiato da: Kōichi Kitamura (giapponese), Franco Latini (ed. RSI; 1ª voce), Gino Pagnani (ed. RSI, 2ª voce), Mario Milita (ed. Rete 2) (italiano).
Tjure
Un tipo spaccone ma simpatico; costantemente in litigio con Snorre, di cui è il più fervido rivale nella dimostrazione di coraggio e valore. Il primo doppiaggio italiano lo rende balbuziente. Doppiato da: Takashi Satomi (giapponese), Germano Longo (ed. RSI), Dario Penne (ed. Rete 2), Carlo Allegrini (ed. TV locali) (italiano).
Snorre
Piccolino e grosso, un gran chiacchierone sempre in aperta sfida con Tjure. Doppiato da: Junpei Takiguchi (giapponese), Gino Pagnani (ed. RSI), Luigi Diberti (ed. Rete 2), Gastone Pescucci (ed. TV locali) (italiano).
Faxe
Il "gigante buono" della ciurma di Halvar. Un tipo, nonostante la mole, estremamente pauroso ma anche molto generoso; è l'unico del gruppo a non essere riuscito a trovare moglie. Doppiato da: Toku Nishio (giapponese), Germano Longo (ed. RSI) (italiano).
Ulme
Il cantore e letterato, con la sua lira in mano. Si considera un animo eminentemente poetico, sempre pronto ad intonare melodie per festeggiare le occasioni gioiose. Doppiato da: Setsuo Wakui (giapponese), Franco Latini (ed. RSI; 1ª voce), Gino Pagnani (ed. RSI; 2ª voce), Bruno Cattaneo (ed. TV locali) (italiano).
Gorm
La vedetta in cima all'albero maestro, generalmente capace di fare salti per aria con grandi acrobazie. Doppiato da: Shun Yashiro (giapponese), Franco Latini (ed. RSI; 1ª voce), Gino Pagnani (ed. RSI; 2ª voce), Willy Moser (ed. RSI; 3ª voce) (italiano).
Gilby
Un ragazzino più o meno della stessa età di Viki. È il duro che Viki vede spesso come il suo principale rivale, anche se intellettualmente risulta chiaramente inferiore. Doppiato da: Junko Hori (giapponese), Willy Moser (ed. RSI) (italiano).
Sven il terribile
Un famoso pirata che non esita a rubare ad Halvar i suoi sudati bottini appena se ne presenti l'occasione. Doppiato da: Masayuki Katō (giapponese), Germano Longo (ed. RSI), Erasmo Lo Presto (ed. TV locali; 1ª voce), Giuseppe Fortis (ed. TV locali; 2ª voce) (italiano).
Fox (Pokka)
Braccio destro di Sven e suo consigliere, spesso è lui a formulare i piani. Doppiato da: Willy Moser (ed. RSI), Raffaele Uzzi (ed. TV locali; 1ª voce) (italiano).
Baltac
Il capo del villaggio di Shlack, vicino a Flake. Inizialmente rivale di Halvar, in seguito i due imparano ad andare d'accordo. Doppiato da: Masashi Amenomori (giapponese), Germano Longo (ed. RSI), Lino Troisi (ed. Rete 2), Erasmo Lo Presto (ed. TV locali) (italiano).
Willy e Ulda
Due foche che accompagnano fedelmente la nave di Halvar, diventano presto amiche inseparabili per Viki.

## Produzione
L'idea per una serie televisiva tratta dai libri di Jonsson nacque da Josef Göhlen, allora responsabile per la programmazione per bambini e ragazzi di ZDF. Il suo progetto originale era di realizzare un programma di marionette in 13 episodi. Per mantenere i costi della serie animata più bassi possibile, ZDF avviò nel 1972 una coproduzione internazionale con l'austriaca ORF, ingaggiando lo studio di animazione giapponese Zuiyo (accreditato come Zuiyo Co., Ltd.).
L'animazione dei primi episodi fu commissionata dalla Zuiyo alla Mushi Production e diretta da Chikao Katsui. In seguito al fallimento di quest'ultima, la Zuiyo continuò da sola la lavorazione della serie affidando la regia a Hiroshi Saitō (in seguito regista di numerosi anime nel franchise World Masterpice Theater). Nella primavera del 1975 la Zuiyo Eizo si scisse nella Zuiyo Co., Ltd. e nella Nippon Animation che verrà accreditata per i restanti episodi sotto la direzione di Kōzō Kusuba, mentre la Zuiyo continuerà a detenere i diritti della serie (il copyright è stato registrato nel 1972).
L'edizione tedesca della serie, distribuita internazionalmente, presenta numerose modifiche: dall'aggiunta di alcune brevi sequenze animate create ex novo (e taglio di molte scene), ad una differente colonna sonora composta da Karel Svoboda.

## Colonna sonora
La sigla iniziale originale: Bikke wa chiisana baikingu (ビッケは小さなバイキング?, Bikke wa chiisana baikingu) è cantata da Yoko Kuri, doppiatrice di Viki. La prima sigla finale Chitchi no uta (チッチの歌? "La canzone di Ylvi") è cantata da Yoneko Matsukane; la seconda: Flake-zoku no uta (フラーケ族の歌?, Furāke-zoku no Uta, "Canzone della tribù di Flake") è cantata dai Theater Echo; e la terza: Chitcha na Vicke to ōki na tō-san (ちっちゃなビッケと大きな父さん? "Il piccolo Vicke e il grande papà") è cantata da Yoko Kuri. Tutti i brani della colonna sonora sono stati composti da Seiichirō Uno.
La colonna sonora tedesca è stata composta da Christian Bruhn (sigla iniziale) e Karel Svoboda. Il testo della sigla tedesca: Hey, hey, Wickie! Hey, Wickie, hey!, è stato scritto da Andrea Wagner e cantato dal gruppo Stowaways, noto in seguito come Bläck Fööss.
La sigla trasmessa in Italia, dal titolo Hey, Hey, Viki, che manteneva la base musicale originale tedesca, fu eseguita dagli Alessandroni. Questa versione fu preferita anche al brano Il piccolo vichingo, realizzato nel 1981 da I Cavalieri del Re di Riccardo Zara e scartato dalla Fonit Cetra. Il brano, rimasto inedito su supporto discografico per quarant'anni, è stato pubblicato per la prima volta in versione rimasterizzata nel 2017, all'interno della raccolta C'era una volta... La TV dei ragazzi.

## Distribuzione

### Edizione italiana
L'edizione italiana della serie, la seconda di produzione giapponese trasmessa in Italia dopo Barbapapà, è basata sulla versione tedesca distribuita dalla Beta Film. Un iniziale blocco, costituito dai primi 9 episodi, fu trasmesso in prima visione su Rete 1 con il titolo Viki il vichingo dal 4 maggio al 9 giugno 1976 e replicato su Rete 2 dal 2 gennaio al 6 marzo dell'anno successivo. Nel frattempo, la rete svizzera in lingua italiana TSI aveva acquistato degli altri episodi che non erano stati trasmessi dalla Rai (ep. 10-27, 29-35, 40-62), insieme al primo episodio introduttivo, e li trasmise discontinuamente dal 20 aprile 1977 al 30 agosto 1979. Parallelamente, dall'11 settembre al 27 novembre 1977, Rete 2 mandò in onda una nuova selezione di 13 episodi (dal 63 al 75) doppiati da un diverso cast di doppiatori, poi replicati dal 2 marzo al 5 febbraio 1979.
Dal 1980 la serie venne trasmessa da diverse televisioni locali con il titolo Vickie il vichingo. Per l'occasione l'editore acquistò e fece ridoppiare gli episodi 2, 4, 5, 6, 8, 9 e 70, mentre vennero doppiati per la prima volta gli episodi 76 e 77, lasciando il 78 inedito.
In seguito la serie ha ricevuto varie repliche su altri canali, tra cui: dal 7 giugno 1982 su Canale 5 come Vicky il vichingo, dal 15 dicembre 2003 su Italia 1 e dall'ottobre 2009 su Hiro alle ore 7:25 e 19:45. Con le repliche su Nick Jr. dal 18 febbraio 2013 e su Rai 2 dal 19 settembre 2017 al posto degli episodi 3, 7 e 78 sono stati trasmessi con un altro titolo rispettivamente gli episodi 27, 61 e 36.

#### Doppiaggio
In Italia la serie conta almeno 3 doppiaggi: il doppiaggio della TV svizzera (RSI) di 62 episodi (ep. 1 e dal 10 al 62), è stato eseguito dalla Mops Film e vede Gino Pagnani come narratore; il doppiaggio di Rete 2 di 13 episodi (dal 63 al 75), è a cura della DEFIS e ha come voce narrante Antonio Colonnello e infine quello trasmesso sulle TV locali di 9 episodi (2, 4, 5, 6, 8, 9, 70, 76 e 77). Non si conoscono i dati del primo doppiaggio degli episodi trasmessi da Rete 1 (dall'1 al 9), mai più replicato dagli anni settanta e mai distribuito in home video.

### Edizioni home video
In Italia la serie è stata distribuita in home video su licenza Beta Film e Planeta Junior. Tuttavia, non sono stati pubblicati 13 episodi (dal 2 al 9, il 70, e dal 76 al 78). Esistono edizioni VHS pubblicate dalla MTC e dalla Skorpion Home Video ed edizioni DVD pubblicate da Cecchi Gori (dal 2015 anche in un unico box).

## Media

### Film
Nel 2009 e 2011 sono stati prodotti due lungometraggi live action ispirati al personaggio, Vicky il vichingo (Wickie und die starken Männer) e Vicky e il tesoro degli dei (Wickie auf großer Fahrt) con lo stesso cast di attori e con l'aggiunta dell'effetto 3D. Nel 2019 è stato prodotto un film d'animazione in CGI: Vicky il vichingo - La spada magica (Wickie und die starken Männer - Das magische Schwert).

### Remake
Nel 2013 è stata prodotta una seconda serie animata, Vicky il vichingo (Vic the Viking), remake dell'anime, realizzata in computer grafica 3D e coprodotto da Francia e Australia.